# 戰車軍團
戰車軍團（俄语：Танковая армия，常縮寫為ТА）是蘇聯紅軍與武裝力量規模最大的裝甲兵編制，自第二次世界大戰期間的1942年5月開始組建，用於對抗德國國防軍的摩托化軍（裝甲軍）、裝甲兵團與裝甲軍團。從一開始的臃腫笨重，到歷經幾度改組，蘇聯終將戰車軍團轉為實施戰役機動、將戰術突破發展至敵軍防線後的戰役縱深的主力打擊部隊。二戰期間，戰車軍團在發起進攻戰役時的兵力上下限差距很大，一般在2,8000人至55,000人之間，戰車與自走炮則為200至800輛之間。戰後，戰車軍團被改組為各自軍區或駐外集群的主力部隊，部份編為突擊軍團，直到蘇聯解體後被解編。